# Графф, Николай Гендриевич
Николай Гендриевич (Андреевич) Графф (Граф) (1826/1827—1904) — командир Варшавской крепостной артиллерии, начальник артиллерии 9-го и 14-го армейских корпусов, генерал от артиллерии.

## Биография
Николай Гендриевич Графф родился 25 декабря 1826 (6 января 1827) года в семье евангелическо-реформатского вероисповедания. Из Ларинской гимназии 12 августа 1842 года он поступил на военную службу и по окончании Артиллерийского училища 12 августа 1846 года был произведён в прапорщики. 3 июля 1849 года произведён в подпоручики, 18 января 1852 года переведён в гвардейскую артиллерию чином прапорщика и 30 марта того же года получил чин подпоручика, а 11 апреля 1854 года — поручика. Во время Крымской войны участвовал в кампаниях 1854 и 1855 годов.
В начале 1860-х годов Графф быстро повышался в чинах, будучи произведён в штабс-капитаны (3 апреля 1860 года) и капитаны (23 апреля 1861) гвардии и, наконец, 17 апреля 1863 года с производством в полковники был назначен командиром Варшавской крепостной артиллерии. В этой должности он принял участие в войне против польских повстанцев в 1863 — 1864 годах.
Прослужив в должности командира Варшавской крепостной артиллерии десять лет, Графф 16 октября 1873 года был назначен командиром 28-й артиллерийской бригады и 30 августа следующего года произведён в генерал-майоры. 29 марта 1878 года он получил назначение помощником начальника артиллерии Одесского военного округа, а 1 декабря 1882 года занял должность начальника артиллерии 9-го армейского корпуса и в день коронации Александра III 15 мая 1883 года произведён в генерал-лейтенанты.
12 января 1886 года Графф был уволен от должности с зачислением в запасные войска по полевой пешей артиллерии, но 22 апреля 1888 года вновь определён на действительную службу (из-за пребывания в запасе старшинство в чине генерал-лейтенанта установлено с 25 августа 1885 года) и назначен начальником артиллерии 14-го армейского корпуса. Эту должность он занимал на протяжении девяти лет вплоть до 8 мая 1895 года, когда был произведён в генералы от артиллерии с увольнением от службы по болезни с мундиром и пенсией.
Выйдя в отставку, генерал Графф проживал в Санкт-Петербурге по адресу 6-я Рождественская, 10 вместе с супругой Еленой Николаевной; имел семерых детей.
Скончался 19 октября (1 ноября) 1904 года и был похоронен на Смоленском евангелическом кладбище.

## Награды
Графф имел знак отличия за XL беспорочной службы (1895 год) и был награждён многими орденами, в их числе:
- Орден Святого Станислава 3-й степени (1857 год)
- Орден Святой Анны 3-й степени (1859 год)
- Орден Святого Станислава 2-й степени (1862 год)
- Орден Святой Анны 2-й степени (1864 год; Императорская корона к этому ордену пожалована в 1867 году)
- Орден Святого Владимира 4-й степени (1870 год)
- Орден Святого Владимира 3-й степени (1874 год)
- Орден Святого Станислава 1-й степени (1878 год)
- Орден Святой Анны 1-й степени (1889 год)